# Pulau Salak Baru
Pulau Salak Baru is een bestuurslaag in het regentschap Sarolangun van de provincie Jambi, Indonesië. Pulau Salak Baru telt 752 inwoners (volkstelling 2010).